# Order Świętego Sergiusza Radoneżskiego
Order Świętego Sergiusza Radoneżskiego (ros. Орден Пpeпoдoбнoгo Cepгия Paдoнeжcкoгo) – trójklasowe odznaczenie Rosyjskiego Kościoła Prawosławnego.
Order został ustanowiony 26 grudnia 1978 przez Święty Synod Rosyjskiej Cerkwi Prawosławnej jako nagroda dla wyższych duchownych prawosławnych z całego świata i dla osobistości zasłużonych dla życia religijnego i umacniania pokoju i przyjaźni między narodami.
Patron orderu św. Sergiusz z Radoneża (1322–1392) uważany jest za twórcę rosyjskiego ducha narodowego i wielkiego wychowawcę narodu. Dla Cerkwi rosyjskiej zasłużył się zakładając dziesiątki klasztorów. Wspierał w. księcia Dymitra Dońskiego w jego wojnach z Tatarami i udzielił mu później święceń kapłańskich.
Odznaką Orderu Świętego Sergiusza Radoneżskiego jest krzyż pizański ze złotymi promieniami między ramionami. W medalionie środkowym umieszczona jest malowana podobizna patrona orderu otoczona napisem Cв. Пp. Cepг. Paд.. W I klasie krzyż jest emaliowany na zielono, a medalion otacza obwódka wysadzona brylantami. W II klasie podobizna patrona jest grawerowana, obwódki z brylantami brak. III klasa wygląda jak II, ale nie posiada promieni między ramionami. Order jest noszony na piersi za pomocą śruby z mutrą. Z orderem związany jest dwuklasowy (złoty i srebrny) medal tego samego miana, noszony na zielonej wstążeczce.
| Order Sergiusza Radoneżskiego Rosyjskiej Cerkwi Prawosławnej | Order Sergiusza Radoneżskiego Rosyjskiej Cerkwi Prawosławnej | Order Sergiusza Radoneżskiego Rosyjskiej Cerkwi Prawosławnej | Order Sergiusza Radoneżskiego Rosyjskiej Cerkwi Prawosławnej |
| I klasa                                                      | II klasa                                                     | III klasa                                                    |                                                              |
| ------------------------------------------------------------ | ------------------------------------------------------------ | ------------------------------------------------------------ | ------------------------------------------------------------ |
| Order Świętego Sergiusza Radoneżskiego I klasy               | Order Świętego Sergiusza Radoneżskiego II klasy              | Order Świętego Sergiusza Radoneżskiego III klasy             |                                                              |